# Velodromo Giovanni Monti
Il velodromo Giovanni Monti è un velodromo di Padova. Nato con il nome di Stadium, è intitolato all'aviatore e giocatore del Padova Giovanni Monti.
È il più antico stadio comunale d'Italia.

## Storia
Ex stadio comunale, è stato inaugurato il 12 febbraio 1916 (con la partita Padova-Verona finita 4-0) per ospitare le partite casalinghe del Padova fino al 1923, anno in cui la squadra padovana passa all'Appiani situato proprio a fianco al velodromo.
L'impianto è gestito dalla Asd 08BIKE ed è usato in convenzione da diverse società di Calcio e Rugby della città. Il campo da calcio non è regolamentare e di misure 80x55 metri. Ha una capienza di circa 200 posti a sedere in tribuna centrale.

## Architettonica
L'impianto si compone di una pista di ciclismo da gara e allenamento. Il velodromo è lungo 329,60 m e ha una superficie in cemento.

## Galleria d'immagini

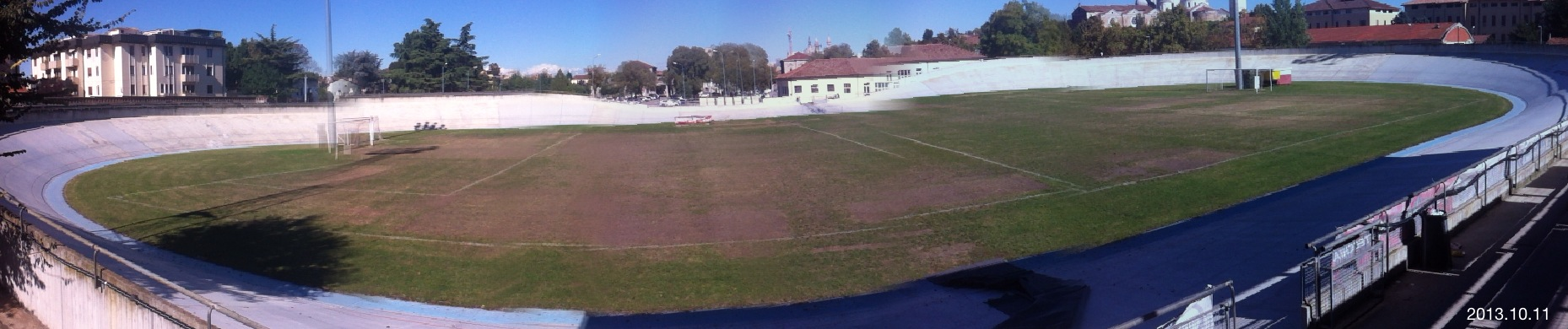
Panoramica.
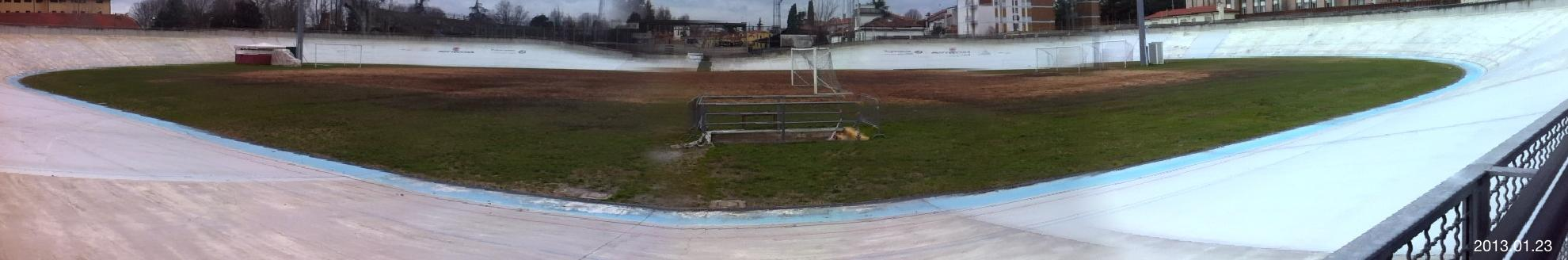
Panoramica 2.
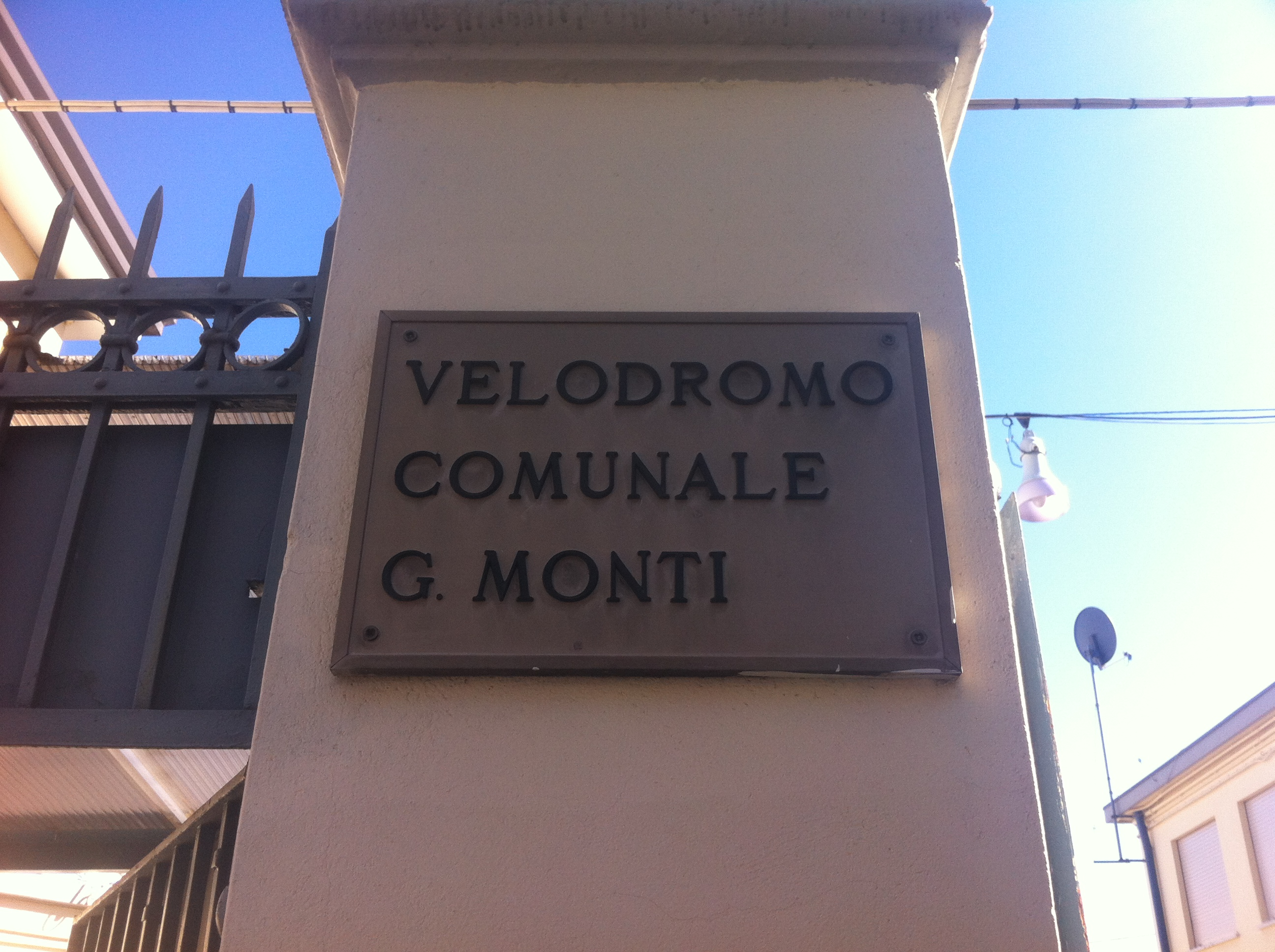
Ingresso del velodromo.
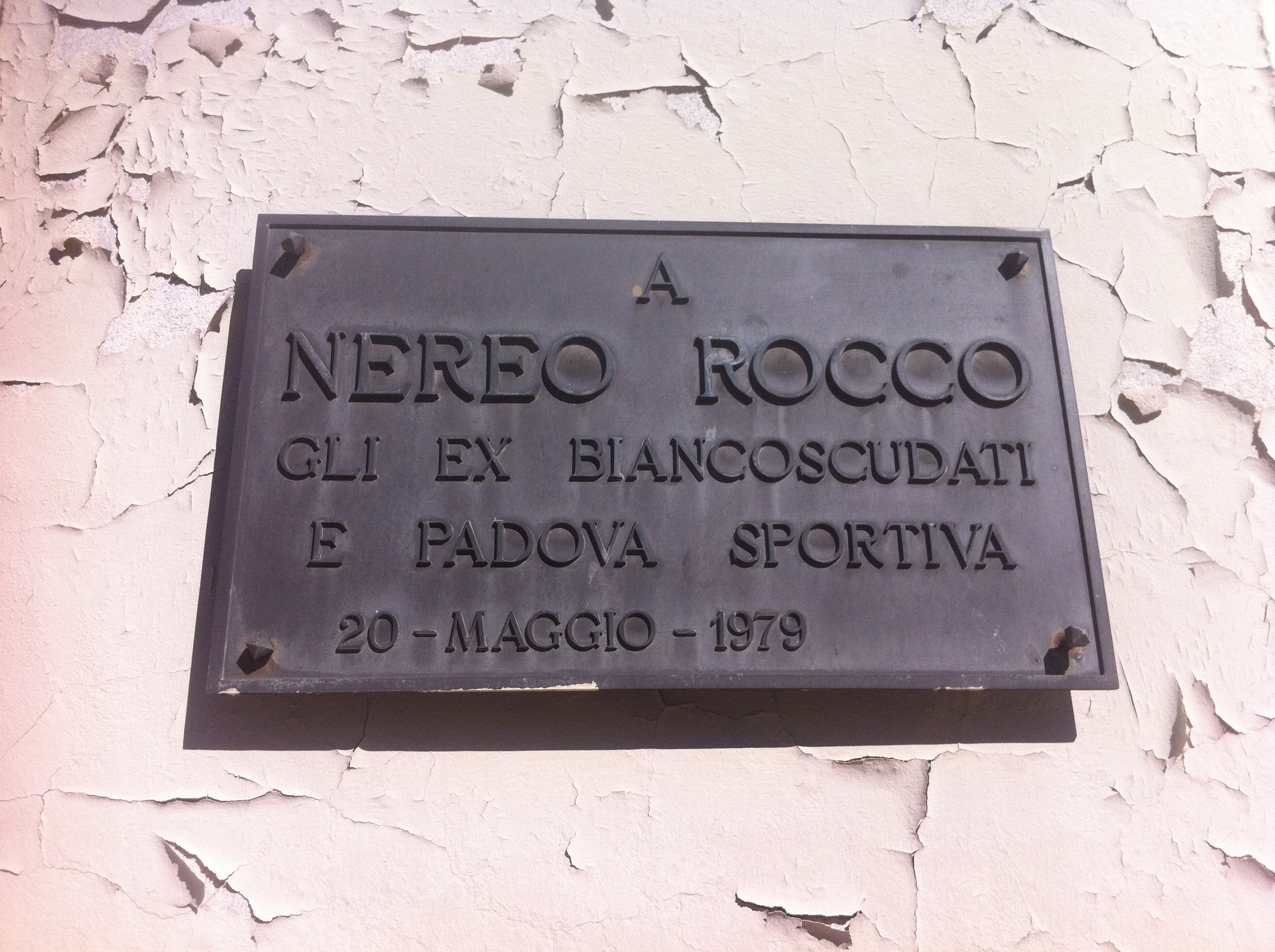
Targa commemorativa a Nereo Rocco.
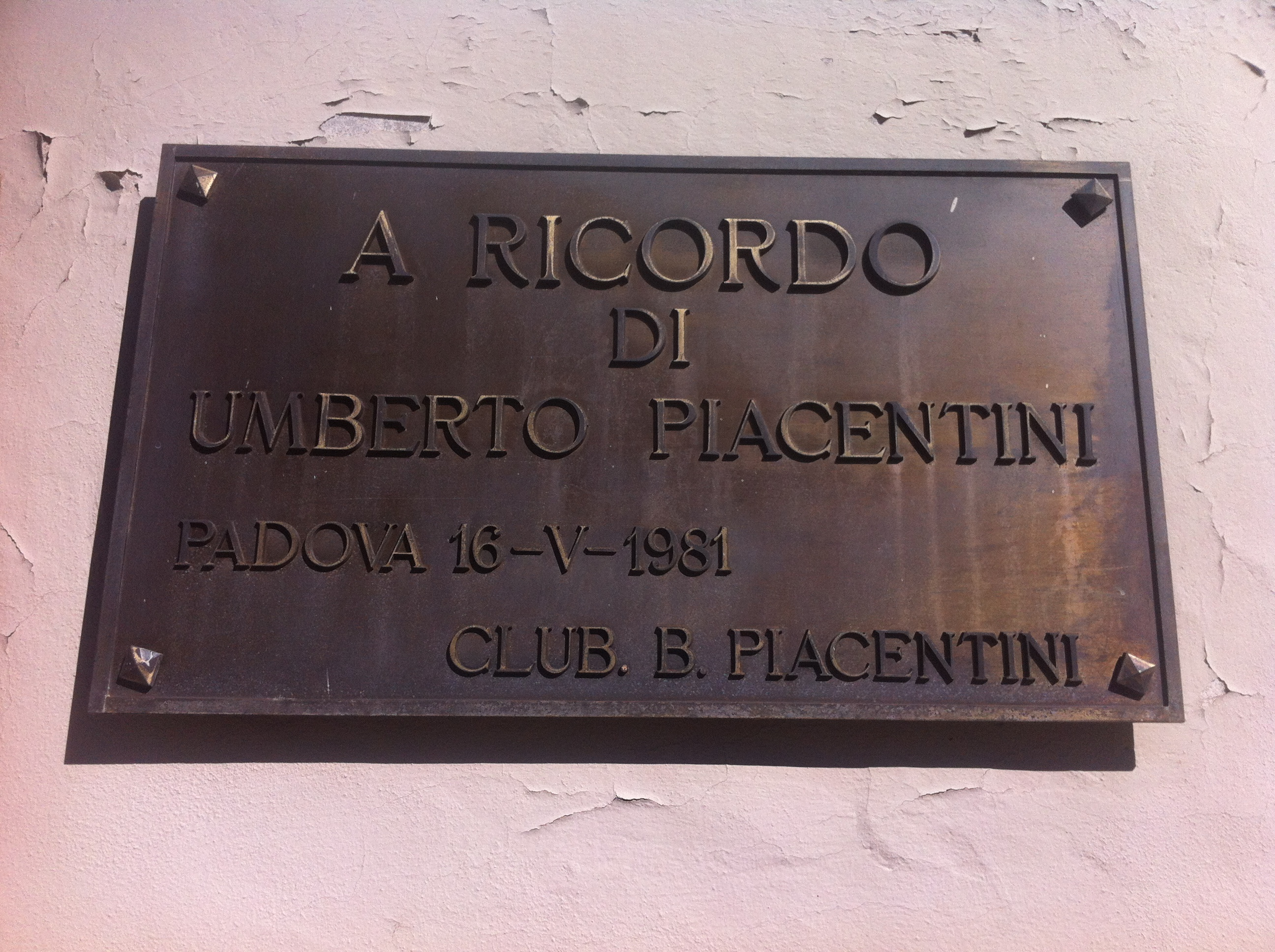
Targa commemorativa a Umberto Piacentini.
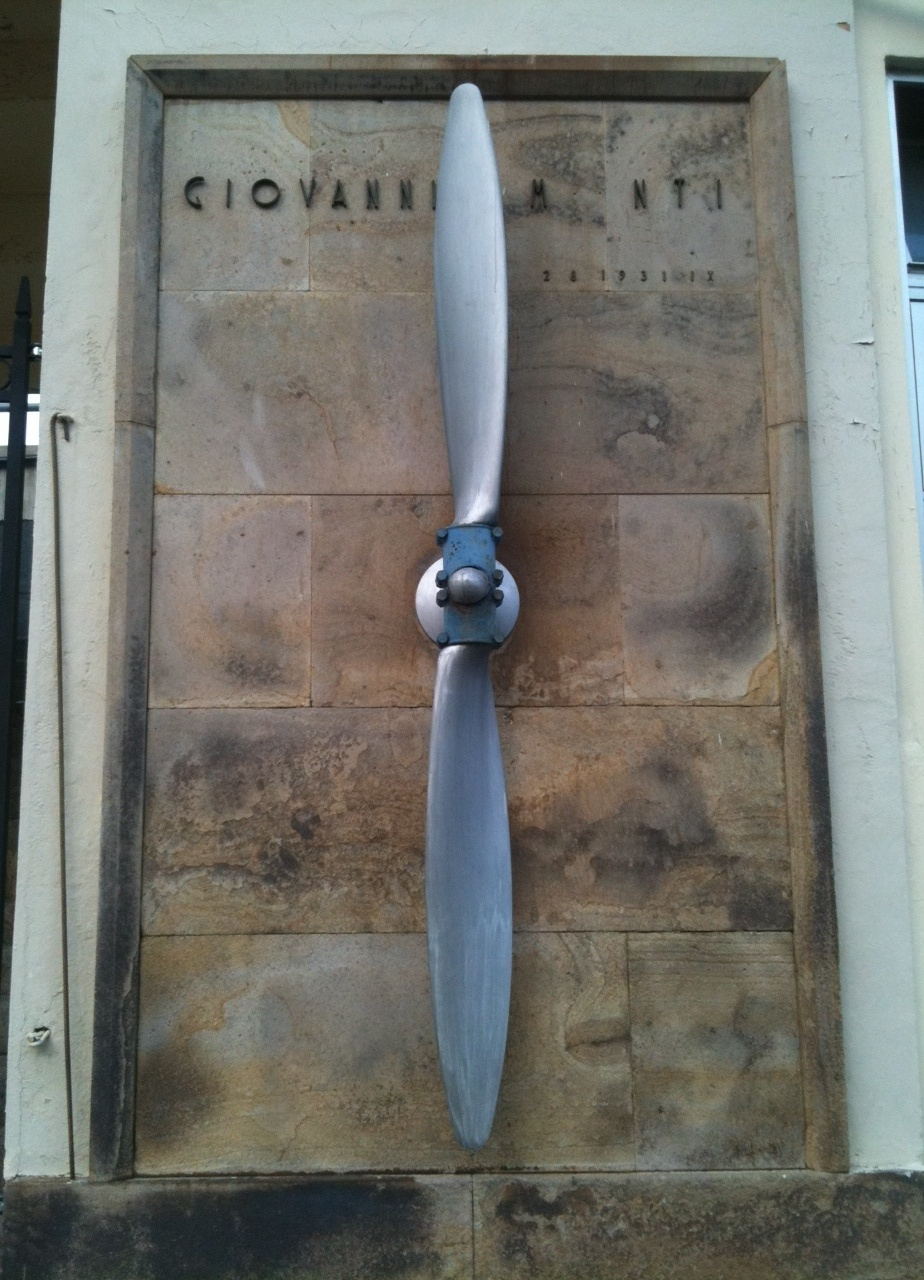
L'elica dell'aereo di Giovanni Monti.